# Exechopsis conspicua
Exechopsis conspicua là một loài nhện trong họ Linyphiidae. Loài này được phát hiện ở Brasil.